# Hyphessobrycon anisitsi
Cá tetra Buenos Aires (Danh pháp khoa học: Hyphessobrycon anisitsi) là một loài cá cảnh trong họ cá tetra có xuất xứ từ Argentina như tên gọi của nó. 

## Đặc điểm
Chúng là một loài cá nhiệt đới từ Nam Mỹ. Cá sống theo bầy đàn và quây quần lẫn nhau, khi gặp nguy hiểm thì nó lẩn vào đàn tạo thành một tập thể. Một chủ hồ cá trong hơn 60 năm qua của con cá tetra Buenos Aires là một con cá ánh kim màu, vây đỏ nghiêng và một màu đen đánh dấu trên vây lưng, chúng có đôi mắt to và đen. Nó cũng là một loài cá tetra lớn với chiều cao tới 7 cm. Đây là loài cá được ưa chuộng để nuôi làm cảnh vì màu sắc của chúng.

## Thức ăn
Cá tetra Buenos Aires ăn giun,cá con,giáp xác,...

## Sinh sản
Cá tetra Buenos Aires đẻ trứng dính vào giá mềm.Cá bố mẹ không chăm sóc con và có thể ăn chúng.